# 马特斯堡县

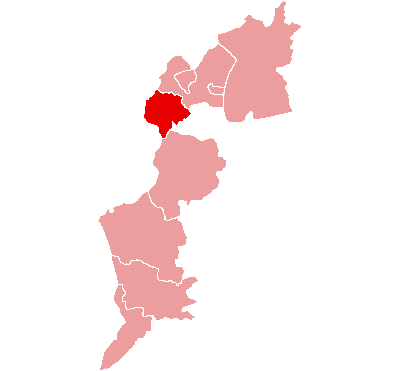
马特斯堡县在布尔根兰州的位置

马特斯堡县（德語：Bezirk Mattersburg）是奥地利布尔根兰州所辖的一个县。总面积237.8平方公里，总人口37446，人口密度160人/平方公里（2001年）。行政中心位于马特斯堡。

## 行政区域
马特斯堡县辖有19个市镇。